# 강혜정
강혜정(1982년 1월 4일 ~ )은 대한민국의 배우이다.

## 데뷔
강혜정은 1997년 하이틴 잡지 모델로 연예계에 데뷔하였다. 1998년 SBS 드라마 《은실이》에서 주인공 은실이를 괴롭히는 이복 언니 "영채 역"을 연기하며, 배우로 데뷔하였다.
2001년 영화 《나비》를 통해 스크린 데뷔를 하였고, 이 영화로 그해 부천 국제 판타스틱 영화제 여우 주연상을 수상하였다.
2003년 오디션을 통해 300 대 1의 경쟁을 뚫고 영화 《올드보이》에서 "미도 역"에 발탁되었고, 제57회 칸 국제영화제 심사위원 대상을 수상하며, 국내외 큰 화제를 모으며, 강혜정은 제24회 청룡 영화상 여우 조연상, 제24회 한국영화평론가협회상 신인 여우상 등을 수상하며, 차세대 충무로 스타로 인정받았으며 주목받기 시작했다.
이후 영화 《쓰리, 몬스터》, 《남극 일기》, 《연애의 목적》, 《도마뱀》, 《허브》 등 에 출연하였으며, 2005년 출연한 《웰컴 투 동막골》이 800만 관객을 동원하며, 톱배우로 올라섰다.

## 결혼과 가족
2008년 말 지인의 소개로 만난 래퍼 타블로와 친분을 쌓았고, 이후 연인관계로 발전하였다. 타블로가 자신이 진행중인 라디오 프로그램을 통해 교제사실을 공식인정하였고, 강혜정 또한 미니홈피를 통해 열애사실을 인정하였다. 1년 열애끝에 2009년 10월 26일 결혼식을 올렸다.
2010년 5월 2일 딸 이하루를 출산하였다. 같은해 9월 출산 4개월만에 연극 《프루프》를 통해 연극에 첫 도전하며, 연기활동을 재개하였다.
2012년 11월 6일 방송된 SBS 《힐링캠프 - 기쁘지 아니한가》 남편 타블로 편에 깜짝 출연했다.

## 활동

### 영화
| 개봉 년도 | 제목                    | 역할               | 감독            | 비고                                     |
| 2017년    | 루시드 드림             | 소현 역            | 김준성          |                                          |
| 2014년    | 개를 훔치는 완벽한 방법 | 정현 역            | 김성호          |                                          |
| 2012년    | 뒷담화:감독이 미쳤어요  |                    | 이재용          | 다큐멘터리, 제17회 부산국제영화제 상영작 |
| 2009년    | 걸프렌즈                | 송이 역            | 강석범          |                                          |
| 2009년    | 우리 집에 왜 왔니       | 이수강 역          | 황수아          |                                          |
| 2009년    | 킬미                    | 서진영 역          | 양종현          |                                          |
| 2009년    | 트라이앵글              | 오성혜 역          | 지영수          | TV 영화, 한일 합작프로젝트 '텔레시네마'  |
| 2009년    | 웨딩 팰리스             |                    | 크리스틴 유     |                                          |
| 2007년    | 허브                    | 차상은 역          | 허인무          |                                          |
| 2006년    | 도마뱀                  | 아리 역            | 강지은          |                                          |
| 2005년    | 친절한 금자씨           | 뉴스 앵커 역       | 박찬욱          | 우정 출연                                |
| 2005년    | 웰컴 투 동막골          | 여일 역            | 박광현          |                                          |
| 2005년    | 보이지 않는 물결        | 노이 역            | 펜엑 라타나루앙 |                                          |
| 2005년    | 남극일기                | 이유진 역          | 임필성          | 특별출연                                 |
| 2005년    | 연애의 목적             | 미술교사 최홍 역   | 한재림          |                                          |
| 2004년    | 쓰리, 몬스터 - 컷       | 피아니스트 아내 역 | 박찬욱          | 한국, 일본, 홍콩 공동 제작 영화          |
| 2003년    | 올드보이                | 미도 역            | 박찬욱          |                                          |
| 2001년    | 나비                    | 유키 역            | 문승욱          |                                          |

### 드라마
- 2017년 KBS2 월화 미니시리즈 《저글러스》 ... 왕정애 역
- 2014년 MBC 단막극 《드라마 페스티벌 - 내 인생의 혹》 ... 신금지 역
- 2012년 tvN 월화 미니시리즈 《결혼의 꼼수》 ... 유건희 역
- 2011년 MBC 월화 미니시리즈 《미스 리플리》 ... 문희주 역
- 2008년 SBS 수목 드라마스페셜 《온에어》 ... 강혜정 역(특별출연)
- 2007년 KBS2 월화 미니시리즈 《꽃 찾으러 왔단다》 ... 나하나 역
- 2003년 인터넷 드라마 《내방네방 - 제1부 '402호 이야기'》
- 2002년 MBC 청춘시트콤 《논스톱3》 ... 강혜정 역
- 1999년 MBC 청춘시트콤 《점프》 ... 강혜정 역
- 1998년 SBS 월화 드라마 《은실이》 ... 장영채 역

### 연극
- 2010년 《프루프》... 캐서린 역

### 더빙
- 2006 애니메이션 《빨간모자의 진실》... 빨간 모자 역 (더빙)[18]

### 방송
- 2013년 ~ 2014년 KBS2 《해피선데이-슈퍼맨이 돌아왔다》- 일상및 미션 전달, 돌아왔을 때 출연
- 2012년 SBS 《힐링캠프 - 기쁘지 아니한가》 ※특별출연
- 2009년 MBC 《황금어장 - 무릎팍도사》
- 2009년 KBS1 《낭독의 발견》
- 2009년 KBS2 《해피투게더》
- 2008년 MBC 《놀러와》

### 라디오
- 2025년 KBS 쿨FM 《강혜정의 강혜파워》 (11일간 임시 진행)
- 2016년 MBC FM4U 《이루마의 골든디스크》 (5일간 임시 진행)
- 2015년 MBC FM4U 《타블로와 꿈꾸는 라디오》 (9일간 임시 진행)
- 2009년 SBS 파워FM 《송은이 신봉선의 동고동락》
- 2007년 KBS 쿨FM 《안재욱, 차태현의 미스터 라디오》

### 뮤직비디오
- 2008년 거미 〈거울을 보다가〉
- 2004년 한영애 〈외로운 가로등〉 ※봉준호 감독 연출
- 2004년 SG워너비 〈Timeless〉, 〈죽을만큼 사랑했어요〉
- 2002년 왁스 〈부탁해요〉
- 2003년 포지션 〈e-sperado〉
- 1998년 태사자 〈Time〉

### 홍보 대사
- 2012년 《세이브 더 칠드런》 홍보대사 (with 타블로)

### 광고
- 롯데제과 찬찬 ※박은혜, 오유나와 함께 출연
- 롯데제과 버거쩰 ※전혜진, 윤동원과 함께 출연
- 한국마스타푸드 트윅스(Twix)
- SG세계물산 옴파로스 ※원빈과 출연
- 신한카드
- 매일유업 (카페라떼, 아침에 사과 요구르트)
- 신한금융투자 SMORE CMA ※타블로와 출연
- 교육부 보건복지부 아이행복카드 ※실제 자녀 이하루와 김소현, 유수영과 공동 출연

## 수상 내역
- 2006년 제43회 대종상 여우조연상 《웰컴 투 동막골》
- 2005년 제6회 부산영화평론가협회상 여우주연상 《연애의 목적》
- 2005년 제1회 프리미어 라이징 스타 어워즈 여우주연상[19] 《웰컴 투 동막골》
- 2005년 제4회 대한민국 영화대상 여우조연상 《웰컴 투 동막골》
- 2005년 제26회 청룡영화상 여우조연상 《웰컴 투 동막골》
- 2005년 제3회 CGV 관객이 뽑은 올해의 영화상 최고의 여자배우상[20] 《올드보이》
- 2004년 제5회 부산영화평론가협회상 여우주연상 《올드보이》
- 2004년 제24회 한국영화평론가협회상 신인여우상 《올드보이》
- 2004년 제4회 대한민국청소년영화제 신인배우상《올드보이》
- 2003년 제24회 청룡영화상 여우조연상 《올드보이》
- 2001년 제5회 부천국제판타스틱영화제 여우주연상 《나비》

## 가족 관계
- 배우자 : 타블로 (1980년 7월 22일 ~ )
  - 딸 : 이하루 (2010년 5월 2일 ~ )